# Federico Lagorio
Federico Lagorio (Buenos Aires, Argentina, 28 de julio de 1975) es un exfutbolista argentino. Jugó la mayor parte de su carrera en Argentina y México donde sería segundo lugar en máximo goleador con 13 goles con el Atlas en el Invierno 1998. Debutó en Argentina en 1993 y se retiró en Perú en 2006.

## Clubes
| Club                        | País      | Año       |
| --------------------------- | --------- | --------- |
| Gimnasia y Esgrima La Plata | Argentina | 1993-1998 |
| Atlas F. C.                 | México    | 1998-1999 |
| Pumas de la UNAM            | México    | 1999      |
| Tigres UANL                 | México    | 2000      |
| CS Marítimo                 | Portugal  | 2000-2001 |
| Tigres UANL                 | México    | 2001-2002 |
| Newell's Old Boys           | Argentina | 2003-2004 |
| Ferro Carril Oeste          | Argentina | 2004-2005 |
| Univ. César Vallejo         | Perú      | 2005      |
| Cienciano                   | Perú      | 2006-2007 |